# All Hell’s Breakin’ Loose
«All Hell’s Breakin’ Loose» — песня группы Kiss, шестой трек их студийного альбома 1983 года Lick It Up.
Также песня была издана отдельным синглом. Это был второй (после «Lick It Up») и последний сингл с этого альбома.
В США песня в «Горячую сотню» журнала «Билборд» (Billboard Hot 100) не попала.

## История создания
Авторы песни — Пол Стэнли, Джин Симмонс, Эрик Карр и Винни Винсент.
Как рассказывал Пол Стэнли, первоначальный вариант песни написал Эрик Карр. Эрик принёс её группе и, по словам Стэнли, «очень ей гордился», но после того, как остальные участники группы её переделали, Эрик, услышав результат, посчитал, что песня была полностью уничтожена, и, будучи «очень чувствительным парнем», «был абсолютно раздавлен». «Я помню только, как его челюсть отвисла до пола, когда он услышал, что было [нами] сделано.»
«Энциклопедия KISS» описывает «All Hell’s Breakin’ Loose» как «весёлый, но неумышленно получившийся смешным быстряк, в котором Пол Стэнли читает речитатив со стихами такими плохими, что это перерастает в весёлую комедию [и от песни получаешь удовольствие]» (англ. “All Hell's Breakin' Loose” is a fun, but unintentionally amusing rocker in which Paul Stanley raps so-bad-they're-good lyrics).